# Intriga
Intriga é uma telenovela mexicana, produzida pela Televisa e exibida em 1968 pelo Telesistema Mexicano.

## Elenco
- Ofelia Montesco
- Raúl Ramírez
- Anita Blanch
- Susana Alexander